# 胡城かぐや
胡城 かぐや（こじょう かぐや、2001年10月14日 - ）は、日本のライブ配信者、モデル。主にライブ配信アプリ「17LIVE」にて活動している。秋田県出身。ライバー事務所「カーブアウト」に所属。

## 人物
人物
元々ゲーム、アイドル、イラストなどが好きで、配信アプリをリスナーとして楽しんでいた。有名配信者の枠に出演したことをきっかけに、自らも配信を始めるようになる。コロナ禍で本業の仕事が難しくなったことを契機に、ライブ配信に本格的に取り組むようになり、ツイキャス、Pococha、17LIVEなど複数のプラットフォームで活動を行ってきた。落ち着いた話し方や丁寧なリスナー対応を特徴とし、継続的にイベントにも参加しながらファンを増やしている。
一方で、モデル活動においては、配信とは別にフリーランスとして自らオーディションやイベント、仕事を探し、自力で出演機会を獲得してきた。そうした姿勢と努力により、広告やイベントでの実績を着実に積み重ねている。
私生活では、ガチャガチャやフィギュアなど「ワクワクするもの」が好きで、収集もしている。自由な働き方を活かし、旅行やグルメを楽しむことも多く、美味しい料理やお酒を味わうことが趣味のひとつ。自宅ではコーヒーを飲みながらゲームをしたり、ゆったりと過ごす時間も大切にしている。愛猫「みーたん」は元保護猫であり、SNSや配信にもたびたび登場している。

## ライブ配信での実績
17LIVE
- 2023年5月、「モデルライバーの進撃 Vol.29」にて総合ランキング3位を獲得。[1]
- 2023年7月、所属事務所カーブアウトの新人イベントにて、新人ランキング2位を獲得。[2]
- 2024年9月、「超ライブ配信祭 2024〜みんなで叶える夢がある〜」（17LIVE最大規模のイベント）にて、モデル部門 総合ランキング8位となりリアルイベントに出場。[3]
- 2024年10月、「超祭ロールアップバナー権獲得イベント」にて、レベル51〜80カテゴリーでランキング1位を達成。[4]
- 2024年11月3日、新宿住友ホールで開催された授賞式イベントにて、上記イベントの特典として会場内にバナーが掲載された。[5]
- 2024年12月、「輝け！ イチナナモデルスター 12月」イベントにて、総合ランキング2位に入賞。[6]

## その他の活動
- 徳島県の飲食チェーン「株式会社ふじや」が展開する公式インフルエンサーユニット「はぴはぎゅ」のリーダーとして、約1年間活動。地域の飲食店の魅力発信やSNSでの情報発信、イベント出演などを行い、地域PRに携わった。また、2024年8月11日には「阿波踊り生中継」（生放送）にも出演し、地元の伝統文化の発信にも貢献した。[7][8]
- 2024年8月、「BuzzFes」ランウェイに出演。[9]
- 2024年10月、「ギガギガソニック in 幕張メッセ」のファッションランウェイに出演。[10]
- 2024年12月、「BuzzFes」ランウェイに再出演。[11]
- 2024年12月公開、ふるさと映画祭出品作品『ジーンズ十色』にて美希役として出演。公開時の舞台挨拶にも登壇。[12]
- 2025年、「なでしこNIPPON」ファイナリストに秋田県代表として選出。[13]